# Islas menores de la Sonda
Las islas menores de la Sonda (en indonesio: Kepulauan Sunda kecil, en Balinés: Kapuloan Sunda cénik, en tetún: Illa Sunda ki'ik liu) son un grupo de islas localizadas en la parte centro-sur del archipiélago malayo. Junto con las islas mayores de la Sonda, al oeste, conforman las islas de la Sonda.
La mayoría de las islas Menores de la Sonda están situadas en la región de Wallacea, excepto la provincia de Bali, que está al oeste de la Línea de Wallace y se encuentra en la Plataforma de la Sonda. Junto con las Islas mayores de la Sonda al oeste, forman las Islas de la Sonda.  Las islas forman parte de un arco volcánico, el Arco de Sonda, formado por subducción a lo largo de la Fosa de la Sonda en el Mar de Java. En 1930 la población era de 3.460.059 habitantes; hoy viven en las islas algo más de 15,5 millones de personas. Etimológicamente, Nusa Tenggara significa «Islas del Sureste» a partir de las palabras de nusa que significa 'isla' del idioma javanés antiguo y tenggara significa 'sureste'.
Las principales Islas Menores de la Sonda son, de oeste a este: Bali, Lombok, Sumbawa, Flores, Sumba, Savu, Rote, Timor, Atauro, archipiélago de Alor, islas Barat Daya e islas Tanimbar. Aparte de la mitad oriental de la isla de Timor y la isla de Atauro, que constituyen la nación de Timor Oriental, todas las demás islas forman parte de Indonesia.

## Administración
Este grupo de islas se dividen administrativamente en las provincias indonesias de Bali, las Islas Menores de la Sonda Occidentales (en indonesio: Nusa Tenggara Barat), las Islas Menores de la Sonda Orientales (en indonesio: Nusa Tenggara Timur), Molucas (en indonesio: Maluku) y el estado independiente de Timor Oriental (en tetun: Repúblika Demokrátika Timor Lorosa'e, y en portugués: República Democrática de Timor-Leste).

## Islas del grupo

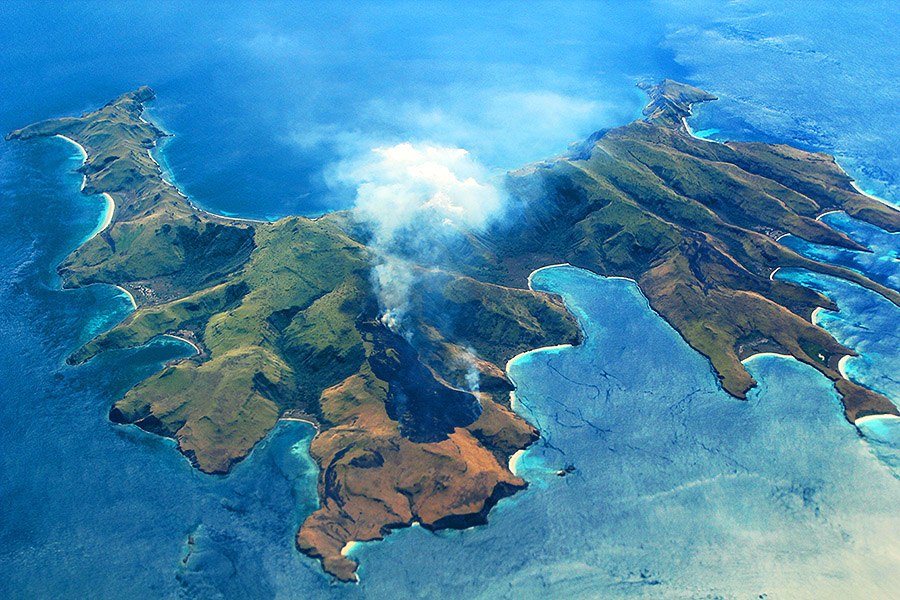
Isla Banta.

Las principales islas del grupo son las siguientes:
| - Adonara (archipiélago de Solor) - Alor (archipiélago de Alor) - Bali - Besar - Dana - Ende - Flores - Halura - Hauli - Komba - Komodo - Lembata (archipiélago de Solor) - Lombok - Gili Motang - Mules - Ndao | - Palu'e - Pamana Besar - Pantar (archipiélago de Alor) - Raijua - Rinca - Roti - Savoe - Semau - Seraya - Solor (archipiélago de Solor) - Sumba - Sumbawa - Sukun - Timor - Wetar (Islas Barat Daya) - Yamdena (islas Tanimbar) |

## Geología

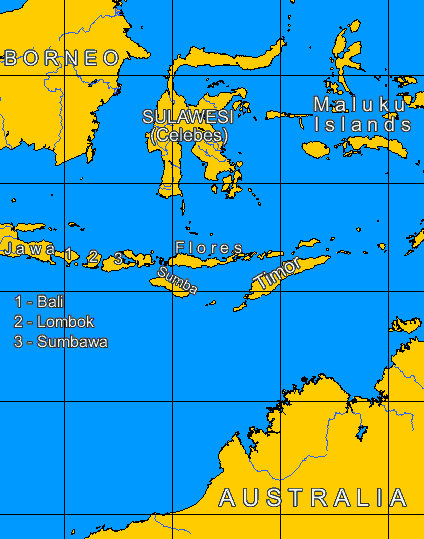
Mapa de las Islas menores de la Sonda entre Borneo y Australia.

Las islas menores de la Sonda forman parte del arco de Sonda y se extienden a lo largo de la línea de colisión entre dos placas tectónicas, la Euroasiática y la Indoaustraliana, y constituyen una de las regiones más complejas y de más actividad volcánica del mundo. Esta actividad tectónica determina tanto la biodiversidad como la distribución y formación de las islas.
Las cadena de islas situadas al norte de la región son de origen volcánico y geológicamente jóvenes dado que su formación dataría de hace 15 millones de años. Nunca han formado parte de una masa continental, con excepción de Bali que pertenecía a la plataforma continental de la Sonda en el Pleistoceno. Bali estaba separada del resto de las islas por el profundo estrecho de Lombok que coincide con el paso de la fosa de Wallace. Al este de este estrecho, la mayor parte de las islas estaban unidas en una larga cadena insular de unos 650 km de largo que incluía las actuales islas de Lombok, Sumbawa, Komodo, Flores, Solor, Adonara, y Lembata. Al este, Pantar y Alor eran una sola isla. Las islas situadas al sur de la cadena, como Timor, Sumba y Babar, siempre estuvieron aisladas y constituyen una entidad geológica distinta.
Por su particular aislamiento geológico y biológico, las islas menores de la Sonda (excepto Bali) pertenecen a la Wallacea, una región biogeográfica de transición entre Asia y Oceanía.

## Ecología
Las Islas Menores de la Sonda se diferencian de las grandes islas de Java o Sumatra en que están formadas por muchas islas pequeñas, a veces divididas por profundas fosas oceánicas. El movimiento de la flora y la fauna entre las islas es limitado, lo que ha dado lugar a la evolución de un alto índice de especies localizadas, la más famosa de las cuales es el dragón de Komodo. Tal y como describe Alfred Wallace en El archipiélago malayo, la Línea Wallace pasa entre Bali y Lombok, a lo largo de las profundas aguas del estrecho de Lombok, que formaba una barrera de agua incluso cuando el nivel del mar era más bajo y unía las islas y masas terrestres ahora separadas a ambos lados. Las islas situadas al este del estrecho de Lombok forman parte de Wallacea, por lo que se caracterizan por una mezcla de fauna de origen asiático y australiano en esta región. Las especies asiáticas predominan en las Sundas Menores: La Línea de Weber, que marca el límite entre las partes de Wallacea con especies principalmente asiáticas y australianas respectivamente, discurre al este del grupo. Estas islas tienen el clima más seco de Indonesia, y predominan los bosques tropicales secos de hoja ancha, en contraste con los bosques tropicales húmedos que prevalecen en la mayor parte de Indonesia.

### Ecorregiones
Las Islas Menores de la Sonda se dividen en seis ecorregiones:
- Los bosques húmedos del este de Java-Bali y los bosques húmedos montanos del este de Java-Bali cubren Bali, que es la única de las Islas Menores de la Sonda que se encuentra en el reino indomalayo, y no forma parte de Wallacea. Bali estuvo antaño unida al continente asiático (véase Sundaland), y estuvo poblada por grandes mamíferos asiáticos como los elefantes asiáticos y el extinto tigre de Bali.
- Los bosques caducifolios de las Sundas Menores incluyen la cadena de islas del norte, desde Lombok y Sumbawa hacia el este hasta Flores y Alor. Las laderas más altas de las islas contienen bosques de altas coníferas Podocarpus y Engelhardias con un sotobosque de lianas, epífitas y orquídeas como Corybas, Corymborkis y Malaxis (boca de víbora), mientras que las llanuras costeras eran originalmente sabanas de pastos como la sabana con palmeras Borassus flabellifer en las costas de Komodo, Rincah y Flores. Aunque la mayor parte de la vegetación de estas islas es bosque seco, también hay manchas de bosque tropical en ellas, especialmente en las zonas bajas y en las orillas de los ríos de Komodo, y hay una zona particular de bosque seco espinoso en la costa sureste de Lombok. Los árboles espinosos solían ser más comunes en las zonas costeras de las islas, pero han sido eliminados en gran medida. Estas islas albergan especies únicas, como diecisiete aves endémicas (de las 273 que se encuentran en las islas). Los mamíferos endémicos son la musaraña de Flores (Suncus mertensi), en peligro de extinción, la vulnerable rata de Komodo (Komodomys rintjanus), y el zorro volador de Lombok (Pteropus lombocensis), el murciélago de orejas largas de Sunda (Nyctophilus heran), mientras que el carnívoro dragón de Komodo que con tres metros de largo y noventa kilos de peso es el mayor lagarto del mundo, se encuentra en Komodo, Rincah, Gili Motang y la costa del noroeste de Flores.
- La ecorregión de los bosques caducifolios de Sumba incluye a esta última.
- La ecorregión de los bosques caducifolios de Timor y Wetar incluye Timor, Wetar, Rote y Savu.
- La ecorregión de bosques caducifolios húmedos de las islas del mar de Banda, más húmeda, incluye las islas Barat Daya (excepto Wetar), las islas Tanimbar y las islas Kai.

### Amenazas y preservación

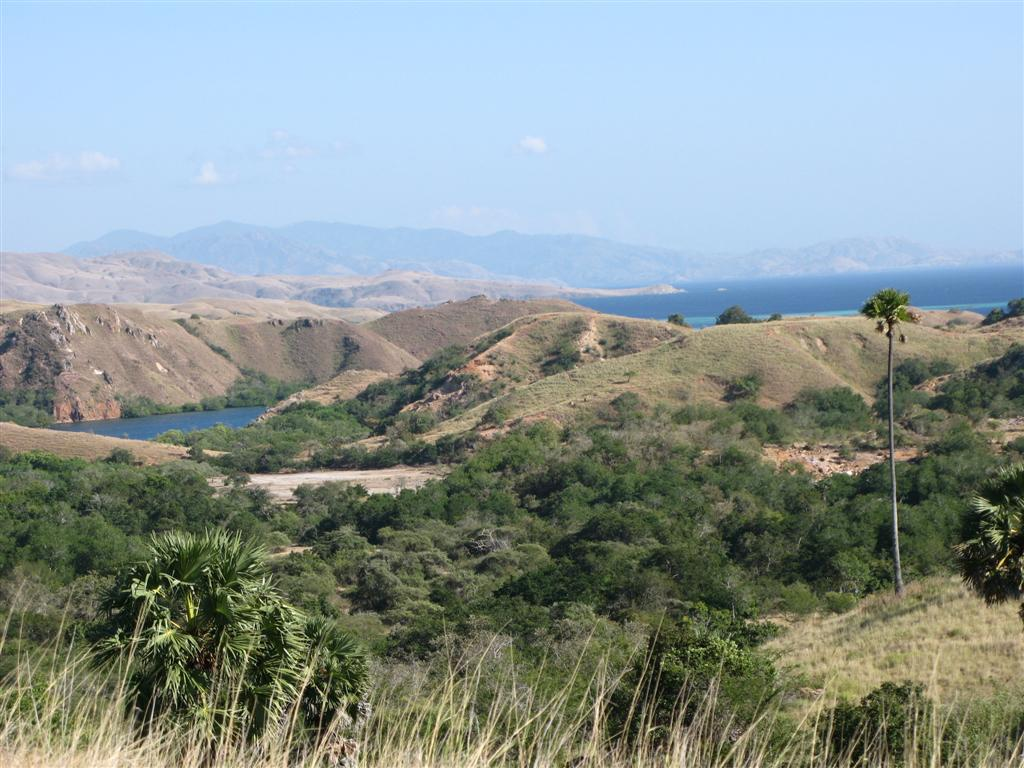
Isla de Rinca

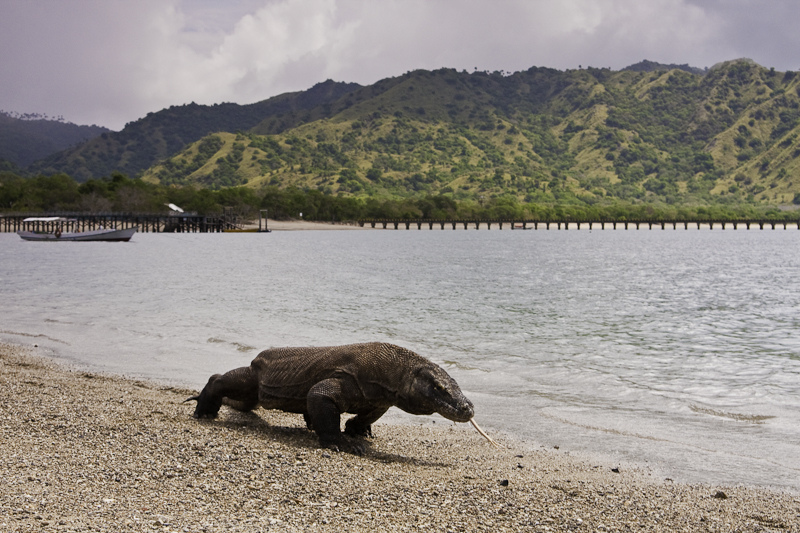
Dragón de Komodo en el Parque Nacional de Komodo

Más de la mitad de la vegetación original de las islas ha sido talada para la plantación de arroz y otros cultivos, para los asentamientos y por los consiguientes incendios forestales. Sólo Sumbawa contiene ahora una gran superficie de bosque natural intacto, mientras que Komodo, Rincah y Padar están ahora protegidos como Parque Nacional de Komodo.
Aunque muchos problemas ecológicos afectan tanto a las islas pequeñas como a las grandes masas terrestres, las pequeñas islas sufren sus problemas particulares y están muy expuestas a las fuerzas externas. Las presiones del desarrollo sobre las islas pequeñas van en aumento, aunque sus efectos no siempre se prevén. Aunque Indonesia está ricamente dotada de recursos naturales, los recursos de las pequeñas islas de Nusa Tenggara son limitados y especializados; además, los recursos humanos en particular son limitados.
Las observaciones generales sobre las islas pequeñas que pueden aplicarse a Nusa Tenggara son:
- Una mayor proporción de la masa terrestre se verá afectada por la actividad volcánica, los terremotos, los desprendimientos y los daños causados por los ciclones;
- Los climas son más propensos a la influencia marítima;
- Las zonas de captación son más pequeñas y el grado de erosión es mayor;
- Una mayor proporción de la masa terrestre está formada por zonas costeras;
- Un mayor grado de especialización medioambiental, incluyendo una mayor proporción de especies endémicas en una comunidad general depauperada;
- Las sociedades pueden conservar un fuerte sentido de la cultura al haberse desarrollado en un relativo aislamiento;
- Las poblaciones de las islas pequeñas tienen más probabilidades de verse afectadas por la migración económica.

## Religión
Según el censo de diciembre de 2023, el 41'20 % profesaba la religión islámica; el 25'05 %, el hinduismo; el 19'65 %, el catolicismo; el 13'59 %, el protestantismo; el 0'30 %, el budismo; el 0'20 %, creencias populares; el 0'004 %, el confucionismo.

## Agricultura y otros recursos
Debido a su origen en su mayor parte volcánico, las Islas Menores de la Sonda se encuentran en una zona de subducción de la parte noroccidental de la placa australiana que se insinúa bajo la placa euroasiática provocando, entre otras cosas, el surgimiento de la cordillera central que atraviesa longitudinalmente la isla de Timor. Las islas del archipiélago son predominantemente montañosas: la elevación más alta es el monte Rinjani en la isla de Lombok, que alcanza los 3.726 m sobre el nivel del mar. Los principales cultivos son el arroz y el café, los recursos naturales son el petróleo, el hierro, el manganeso y el cobre.

### Agricultura y pesca
La agricultura desempeña un papel crucial en la economía de las Islas menores de la Sonda, proporcionando empleo, alimentos y productos de exportación. Las condiciones climáticas y edáficas varían considerablemente entre las islas, lo que permite el cultivo de una amplia gama de productos. En las zonas más húmedas, como Bali y Lombok, el arroz es el cultivo básico. Los arrozales en terrazas, un paisaje emblemático de la región, no solo producen alimento, sino que también contribuyen al atractivo turístico. Además del arroz, se cultivan frutas tropicales como mangos, plátanos y papayas, así como hortalizas y especias. En las islas más secas, como Sumba y Timor, la agricultura se adapta a las condiciones áridas. El maíz y la yuca son cultivos importantes, y la ganadería, especialmente la cría de ganado vacuno y búfalos, desempeña un papel esencial en la economía local. La pesca también es una fuente importante de alimentos e ingresos para las comunidades costeras. A pesar de su importancia, la agricultura en las Islas menores de la Sonda enfrenta desafíos significativos. La escasez de agua, la degradación del suelo, las plagas y enfermedades, y la falta de acceso a tecnologías modernas limitan la productividad. Además, el cambio climático amenaza con exacerbar estos problemas, con patrones de lluvia erráticos y eventos climáticos extremos más frecuentes.

### Minería
Las Islas menores de la Sonda albergan importantes recursos minerales, aunque su explotación a gran escala es relativamente limitada. El oro, el cobre, el manganeso y el hierro son algunos de los metales que se encuentran en la región. La minería puede generar ingresos significativos y oportunidades de empleo, pero también plantea serias preocupaciones ambientales y sociales. La deforestación, la contaminación del agua y del suelo, el desplazamiento de comunidades locales y la pérdida de biodiversidad son algunos de los impactos negativos asociados con la actividad minera. Para garantizar un desarrollo sostenible, es fundamental que la minería se lleve a cabo de manera responsable, con estrictas regulaciones ambientales y sociales, la participación de las comunidades locales y la transparencia en la gestión de los ingresos generados.

### Turismo
El turismo se ha convertido en un motor clave para el desarrollo económico en las Islas menores de la Sonda. La belleza natural del archipiélago junto con su rica cultura atraen visitantes internacionales interesados en explorar destinos únicos. Bali es el destino turístico más popular gracias a sus playas paradisíacas y templos icónicos. Lombok ofrece playas igualmente hermosas pero menos concurridas; mientras que Komodo destaca por su biodiversidad única debido al Parque Nacional donde habitan los famosos dragones.